# Charlie Sanders
Charles Alvin Sanders (Richlands, Carolina del Norte, 25 de agosto de 1946-Royal Oak, Míchigan, 2 de julio de 2015), más conocido como Charlie Sanders, fue un jugador profesional estadounidense de fútbol americano que se desempeñó en la posición de tight end en la National Football League (NFL). Es miembro del Salón de la Fama del Fútbol Americano Profesional.

## Carrera
Sanders jugó como profesional diez temporadas en Detroit Lions (1968-1977), equipo en el que se retiró.

## Reconocimiento
El 3 de febrero de 2007, fue seleccionado para ser miembro al Salón de la Fama del Fútbol Americano Profesional.